# Panus punctaticeps
Panus punctaticeps är en svampart som först beskrevs av Berk. & Broome, och fick sitt nu gällande namn av T.W. May & A.E. Wood 1995. Panus punctaticeps ingår i släktet Panus och familjen Polyporaceae.   Inga underarter finns listade i Catalogue of Life.